# オフィス天童
オフィス天童 office-TENDO は日本の芸能事務所である。

## 概要
2015年10月創立のプロダクションで、テレビ、映画、舞台、CMなど、広範囲なマネージメントと企画・制作を手掛ける。実績のあるベテラン俳優・女優、演出家、舞踊家、三味線奏者、歌手など多彩な表現者が所属している。

## 所属俳優
五十音順
- 浅井ひとみ[3]
- 東千晃[4][5]
- 阿部裕見子[6][7]
- 小方ゆう子[8]
- 草笛雅子[9]
- 草見潤平[10][11]
- 佐藤輝[12][13][14]
- 高田美和[15][16]
- 野川由美子[17][18]
- 花柳寿楽[19][20]
- 花柳典幸[21]
- 藤井敏夫[22][23]
- 堀口幸恵[24]
- 山口崇[25][26]
- 山口由紀[27]

## 代理委任
権利継承者から過去の出演作品について代理委任されている
- 金田龍之介
- 山岡久乃